# الشعب (المجمعة)
الشعب، هي قرية من فئة (ب) تقع في محافظة المجمعة، والتابعة لمنطقة الرياض في السعودية. وتبعد الشعب عن محافظة المجمعة بمسافة تقارب () كم.